# Patrice-Edouard Ngaïssona
Patrice-Edouard Ngaïssona (n. 30 iunie 1967, Bégoua⁠(d), Republica Centrafricană) este un fost politician și lider sportiv, care a ocupat funcția de ministru al sportului al Federației Centrafricane de Fotbal și lider al grupului armat Anti-balaka⁠(d). El a fost arestat în 2018 în baza unui mandat emis de Curtea Penale Internațională pentru crime de război și crime împotriva umanității.

## Biografie
Ngaïssona s-a născut la 30 iunie 1967 în Bégoua. A fost ministru al sportului în regimul lui François Bozizé⁠(d) și președinte al Federației de Fotbal din Republica Centrafricană din 2008. În decembrie 2013, a devenit liderul uneia dintre facțiunile Anti-balaka, un grup care a fost implicat în conflicte armate în Republica Centrafricană. În 2015 s-a distanțat de Bozizé. 
În februarie 2018 a fost ales de Comitetul Executiv al Confederației Africane de Fotbal pentru a reprezenta Republica Centrafricană. La 12 decembrie 2018, Ngaïssona a fost arestat la Paris de autoritățile franceze pentru implicarea sa în crime de război și crime împotriva umanității, conform unui mandat de arestare emis de Curtea Penală Internațională. La 28 noiembrie 2019, FIFA i-a interzis să participe la orice activitate legată de fotbal timp de șase ani și opt luni, și l-a amendat cu 500.000 CHF. Procesul său a început în februarie 2021.
La 30 august 2021, la Haga, audierile în cazul centrafrican al lui Alfred Yekatom și Ngaïssona au fost reluate după ce au fost amânate în iunie. Un al 16-lea martor, sub rezerva anonimatului, a fost interogat cu privire la atacurile din regiunea Bossangoa din anul 2013.